# علاقة عابرة لليلتين
علاقة عابرة لليلتين (بالإنجليزية: Two Night Stand)‏ هو فيلم رومانسية وكوميديا أمريكي 2014 من إخراج ماكس نيكولاس وكتابة مارك هامر. الفيلم من بطولة مايلز تيلر وأنلي تيبتون وجيسيكا سزوهر وليفين رامبين وكيد كودي.

## القصة
ميغان فتاة في منتصف العشرينات من عمرها أنفصلت عن خطيبها مؤخراً، تحاول أن تجد علاقة لمدة ليلة واحدة عبر الإنترنت لكي يسهل عليها نسيان خطيبها السابق، ولكن هذة الليلة وعلى غير المتوقع تمتد إلى أكثر من ذلك بسبب الطقس والثلج الذي يغلق الباب ويجعلها غير قادرة على الخروج، فترجع إلى بيته ويتخذوا هذا الموقف فرصة لمصارحة بعضهما البعض من أجل أن لا يقعوا في نفس أخطاء العلاقات مرة أخرى.

## الممثلون والشخصيات
- مايلز تيلر (بدور: أليك)
- أنلي تيبتون (بدور: ميغان)

## الميزانية والإيرادات
بلغت تكلفة إنتاج الفيلم حوالي 1.6 مليون $ بينما حقق أرباحا تقدر بـ 18,612 $.

## ردود الفعل
تلقى الفيلم مراجعات سلبية من قبل النقاد. الفيلم حصل على تقييم 33% على موقع الطماطم الفاسدة مع متوسط تقييم 4.9/10، بناءً على 28 مراجعة.

## روابط خارجية
- علاقة عابرة لليلتين على موقع IMDb (الإنجليزية)
- علاقة عابرة لليلتين على موقع ميتاكريتيك (الإنجليزية)
- علاقة عابرة لليلتين على موقع روتن توميتوز (الإنجليزية)
- علاقة عابرة لليلتين على موقع نتفليكس (الإنجليزية)
- علاقة عابرة لليلتين على موقع قاعدة بيانات الأفلام العربية
- علاقة عابرة لليلتين على موقع ألو سيني (الفرنسية)
- علاقة عابرة لليلتين على موقع أول موفي (الإنجليزية)
- علاقة عابرة لليلتين على موقع بوكس أوفيس موجو (الإنجليزية)
- علاقة عابرة لليلتين على موقع قاعدة بيانات الفيلم (الإنجليزية)
- علاقة عابرة لليلتين على موقع ليتربوكسد (الإنجليزية)